# Бакионица
Бакионица је насеље у Србији у општини Пожега у Златиборском округу. Према попису из 2022. било је 710 становника.

## Демографија
У насељу Бакионица живи 562 пунолетна становника, а просечна старост становништва износи 37,6 година (36,9 код мушкараца и 38,4 код жена). У насељу има 196 домаћинстава, а просечан број чланова по домаћинству је 3,79.
Ово насеље је великим делом насељено Србима (према попису из 2002. године).
|  |

| Демографија | Демографија | Демографија |
| Година      | Становника  | Становника  |
| ----------- | ----------- | ----------- |
| 1948.       | 849         |             |
| 1953.       | 876         |             |
| 1961.       | 1.018       |             |
| 1971.       | 706         |             |
| 1981.       | 906         |             |
| 1991.       | 662         | 659         |
| 2002.       | 742         | 742         |

| Етнички састав према попису из 2002.‍ | Етнички састав према попису из 2002.‍ | Етнички састав према попису из 2002.‍ | Етнички састав према попису из 2002.‍ | Етнички састав према попису из 2002.‍ |
| ------------------------------------ | ------------------------------------ | ------------------------------------ | ------------------------------------ | ------------------------------------ |
|                                      |                                      |                                      |                                      |                                      |
| Срби                                 | Срби                                 |                                      | 731                                  | 98,51%                               |
| Југословени                          | Југословени                          |                                      | 5                                    | 0,67%                                |
| Румуни                               | Румуни                               |                                      | 1                                    | 0,13%                                |
| непознато                            | непознато                            |                                      | 5                                    | 0,67%                                |

| Година пописа     | 1948. | 1953. | 1961. | 1971. | 1981. | 1991. | 2002. |
| ----------------- | ----- | ----- | ----- | ----- | ----- | ----- | ----- |
| Број домаћинстава | 165   | 182   | 253   | 178   | 246   | 177   | 196   |

| Број чланова      | 1  | 2  | 3  | 4  | 5  | 6  | 7 | 8 | 9 | 10 и више | Просек |
| ----------------- | -- | -- | -- | -- | -- | -- | - | - | - | --------- | ------ |
| Број домаћинстава | 22 | 29 | 30 | 54 | 28 | 22 | 7 | 2 | 1 | 1         | 3,79   |

| Пол    | Укупно | Неожењен/Неудата | Ожењен/Удата | Удовац/Удовица | Разведен/Разведена | Непознато |
| ------ | ------ | ---------------- | ------------ | -------------- | ------------------ | --------- |
| Мушки  | 308    | 79               | 204          | 16             | 7                  | 2         |
| Женски | 290    | 45               | 204          | 32             | 9                  | 0         |
| УКУПНО | 598    | 124              | 408          | 48             | 16                 | 2         |

| Пол    | Укупно                    | Пољопривреда, лов и шумарство | Рибарство                            | Вађење руде и камена | Прерађивачка индустрија       |
| ------ | ------------------------- | ----------------------------- | ------------------------------------ | -------------------- | ----------------------------- |
| Мушки  | 176                       | 35                            | 0                                    | 0                    | 71                            |
| Женски | 116                       | 26                            | 0                                    | 0                    | 58                            |
| УКУПНО | 292                       | 61                            | 0                                    | 0                    | 129                           |
| Пол    | Производња и снабдевање   | Грађевинарство                | Трговина                             | Хотели и ресторани   | Саобраћај, складиштење и везе |
| Мушки  | 2                         | 15                            | 18                                   | 3                    | 18                            |
| Женски | 1                         | 4                             | 15                                   | 3                    | 0                             |
| УКУПНО | 3                         | 19                            | 33                                   | 6                    | 18                            |
| Пол    | Финансијско посредовање   | Некретнине                    | Државна управа и одбрана             | Образовање           | Здравствени и социјални рад   |
| Мушки  | 1                         | 1                             | 6                                    | 2                    | 1                             |
| Женски | 0                         | 0                             | 0                                    | 2                    | 3                             |
| УКУПНО | 1                         | 1                             | 6                                    | 4                    | 4                             |
| Пол    | Остале услужне активности | Приватна домаћинства          | Екстериторијалне организације и тела | Непознато            | Непознато                     |
| Мушки  | 3                         | 0                             | 0                                    | 0                    | 0                             |
| Женски | 3                         | 0                             | 0                                    | 1                    | 1                             |
| УКУПНО | 6                         | 0                             | 0                                    | 1                    | 1                             |